# Kammerater
Kammerater (tysk: Kameradschaft) er en fransk-tysk dramafilm fra 1931 instrueret af Georg Wilhelm Pabst. Filmen kombinerer ekspressionisme og realisme.
Filmen skildrer en minekatastrofe, hvor tyske minearbejdere forsøger at redde deres indespærrede franske kolleger. Handlingen udspiller sig i regionerne Lorraine-Saar langs grænsen mellem Frankrig og Tyskland. Fortællingen er baseret på Europas værste mineulykke og en af verdenshistoriens største industrikatastrofer, Minekatastrofen i Courrières i 1906, hvor redningsindsatsen efter en kulstøvseksplosion var svækket af manglen på trænede minereddere. 1099 mennesker omkom i ulykken, hvor redningseksperter fra Paris og minearbejdere fra Westfalen i Tyskland kom de forulykkede minearbejdere til undsætning.